# Горно Требешине
Горно Требешине или Горно Требешино (на сръбски: Горње Требешиње или Gornje Trebešinje) е село в Югоизточна Сърбия, Пчински окръг, Град Враня, община Враня.

## География
Селото се намира в планински район. Разположено е край двата бряга на Требешинската река. По своя план е пръснат тип селище. Отстои на 11 км югоизточно от общинския и окръжен център Враня, на 2 км източно от село Долно Требешине и на 1,5 км северозападно от село Наставце.

## История
Към 1903 г. селото е съставено от три махали – Горна, Средна и Долна и има 40 къщи.
По време на Първата световна война селото е във военновременните граници на Царство България, като административно е част от Вранска околия на Врански окръг.

## Население
Според преброяването на населението от 2011 г. селото има 197 жители.

### Етнически състав
Данните за етническия състав на населението са от преброяването през 2002 г.
- сърби – 212 жители (99,53%)
- мюсюлмани – 1 жител (0,46%)